# Скајлер (Небраска)
Скајлер (енгл. Schuyler) град је у америчкој савезној држави Небраска.

## Демографија
По попису из 2010. године број становника је 6.211, што је 840 (15,6%) становника више него 2000. године.
| Група             | 2000.         | 2010.         |
| Белци             | 2.893 (53,9%) | 2.021 (32,5%) |
| Афроамериканци    | 6 (0,1%)      | 83 (1,3%)     |
| Азијати           | 15 (0,3%)     | 14 (0,2%)     |
| Хиспаноамериканци | 2.423 (45,1%) | 4.060 (65,4%) |
| Укупно            | 5.371         | 6.211         |